# Bane (Słowenia)
Bane – wieś w Słowenii, w gminie Velike Lašče. W 2018 roku liczyła 1 mieszkańca.